# (5906) 1989 SN5
(5906) 1989 SN5 là một tiểu hành tinh vành đai chính. Nó được phát hiện bởi Alan C. Gilmore và Pamela M. Kilmartin ở Mount John University Observatory in New Zealand ngày 24 tháng 9 năm 1989.